# Spekeröds socken
Spekeröds socken i Bohuslän ingick i Inlands Nordre härad, ingår sedan 1971 i Stenungsunds kommun och motsvarar från 2016 Spekeröds distrikt.
Socknens areal är 57,55 kvadratkilometer varav 54,5 land. År 2000 fanns här 1 009 invånare. Småorterna Spekeröd med sockenkyrkan Spekeröds kyrka, Groland och en del av Kullen och Dyrtorp ligger i socknen.   

## Administrativ historik
Spekeröds socken har medeltida ursprung.
Vid kommunreformen 1862 övergick socknens ansvar för de kyrkliga frågorna till Spekeröds församling och för de borgerliga frågorna bildades Spekeröds landskommun. Landskommunen inkorporerades 1952 i Stenungsunds landskommun som 1971 ombildades till Stenungsunds kommun. Församlingen uppgick 2011 i Spekeröd-Ucklums församling.
1 januari 2016 inrättades distriktet Spekeröd, med samma omfattning som församlingen hade 1999/2000.
Socknen har tillhört län, fögderier, tingslag och domsagor enligt vad som beskrivs i artikeln Inlands Nordre härad. De indelta soldaterna tillhörde Bohusläns regemente, Livkompaniet och de indelta båtsmännen tillhörde 2:a Bohusläns båtsmanskompani.

## Geografi och natur
Spekeröds socken ligger norr om Kungälv öster om Stenungsund. Socknen är en starkt kuperad bergstrakt med odlade sprickdalar med Spekerödsslätten väster om kyrkan.
I socknen finns två naturreservat. Svartedalen som delas med Ucklums socken i Stenungsunds kommun, Romelanda socken i Kungälvs kommun och Västerlanda socken i Lilla Edets kommun ingår i EU-nätverket Natura 2000 medan Rördalen är ett kommunalt naturreservat. De största insjöarna är Ålevatten och Håltesjön.
I socknen finns fotbollsföreningen Vallens IF, Stora Höga ridklubb, Stenungsunds golfbana och Spekeröds folkpark.

## Befolkningsutveckling
Befolkningen ökade från 932 1810 till 1 589 1860. Efter 1863 minskade den till 734 1960. Efter 1969 vände folkmängden uppåt igen till 992 1990.
Följande tabell visar utvalda årtals befolkning i Spekeröds socken:
| År   | Befolkning |
| ---- | ---------- |
| 1749 | 585        |
| 1800 | 954        |
| 1840 | 1357       |
| 1863 | 1629       |
| 1900 | 1321       |
| 1930 | 978        |
| 1969 | 660        |
| 2012 | 1159       |

Att befolkningen ökade kring 1800-talets början berodde på att den stora sillperioden som varade till 1809 tagit slut och att många människor blivit arbetslösa kring kusterna och därför flyttade in till socknarna innanför kusten. De blev då torpare men i takt med industrialiseringen försvinner såväl de som en del av jordbrukare och befolkningen minskar igen. Ökningen i slutet av 1900-talet beror istället på en ökad andel pendlare i socknen.

## Fornlämningar
Boplatser och en hällkista från stenåldern har påträffats. Från bronsåldern finns gravrösen. Från järnåldern finns ett tiotal gravfält.

## Namnet
Kyrkan omnämns år 1388 som Spikkariodærs kirkia och en gård med detta namn tros ha gett socknen dess namn. Förleden har föreslagits hänga samman med svenska dialekters speka, vilket betyder 'blålera'. Det syftar just på den lerslätt, som den största ån (Anråseån) i socknen rinner genom. Efterleden innehåller rióðr med betydelsen 'röjning, öppen plats'. Det är inte detsamma som, men nära besläktat med den i ortnamn vanliga efterleden ryd.